# Marià Ribas i Bertran
Marià Ribas i Bertran (Mataró, 1902 - 1996) fue un arqueólogo, historiador y dibujante español. Estudió en la Escuela de Artes y Oficios de Mataró y después trabajó en la restauración artística en el Museo de Arte de Cataluña, en el Servicio de Monumentos de la Diputación de Barcelona y en el Departamento de Arqueología de la Universidad de Barcelona. Amigo de Joan Peiró, durante la guerra civil española llevó a término diversas iniciativas de preservación de monumentos de los desastres de la guerra.
Sus búsquedas y trabajos se centran en Mataró, donde fue Comisario de Excavaciones arqueológicas y fue director del Museo de Historia y Arqueología de Mataró. Es autor de numerosas publicaciones ilustradas con multitud de plantillas y dibujos suyos. En 1995 recibió la Cruz de Sant Jordi.

## Obras
- Notes històriques de Mata (1933)
- Orígens i fets històrics de Mataró (1934)
- El poblament d'Ilduro (1952)
- La vil·la romana de la Torre Llauder de Mataró (1952)
- Els orígens de Mataró Premio Iluro de Monografía Histórica 1963
- El Maresme en els primers segles del Cristianisme (1976)
- La vil·la romana de Figuera Major. Mataró (1982)
- Tradicions populars i costums mataronins: supersticions i bruixeria (1991) con Ramon Coll i Monteagudo

- Datos: Q9029253